# Cognac (Stadt)
Cognac ([ˈkɔnjak] / französisch [kɔɲak]) ist eine französische Stadt mit 18.466 Einwohnern (Stand 1. Januar 2022) im Département Charente mit Sitz einer Unterpräfektur (sous-préfeture). Aus mittelalterlicher Zeit sind Ortsbezeichnungen wie Commiaco (um 1075), Conniaco (um 1080) oder Compniacum (um 1270) überliefert. In der Stadt und dem umliegenden Weinbaugebiet wird der aus Weißweinen gewonnene Weinbrand Cognac (geschützte Herkunftsbezeichnung) hergestellt, für den die Region international bekannt ist.

## Lage
Die Stadt Cognac liegt innerhalb einer Flussschleife der Charente in einer mittleren Höhe von 23 m etwa 120 Kilometer nördlich von Bordeaux; im ehemaligen Grenzgebiet zwischen der Saintonge und dem Angoumois. Bedeutende Städte in der Umgebung sind Saintes (etwa 30 Kilometer westlich) und Angoulême (45 Kilometer östlich).

## Geschichte
Spuren menschlicher Anwesenheit (Steinwerkzeuge) im Gebiet von Cognac finden sich bereits aus der Altsteinzeit (Paläolithikum); aus der Jungsteinzeit (Neolithikum) stammt der Dolmen von Séchebec in der Rue de l'Échassier im Osten von Cognac. In römischer Zeit lag der Ort nahe der Via Agrippa, die Bordeaux (Burtigala) mit Saintes (Mediolanum) und Clermont (Augustonemetum) verband. Möglicherweise steht der Ort Condate, der in den Peutingerschen Tafeln auftaucht, mit Cognac in Verbindung.
Bereits im 10. Jahrhundert gab es eine Burg (castrum) und im Jahre 1031 gründeten Benediktinermönche aus Ébreuil ein Priorat, aus dem später die Prioratskirche Saint-Léger hervorging. Im Jahr 1215 wurde Cognac das Stadtrecht verliehen; etwa 100 Jahre später (1308) trat Guy de Lusignan bzw. sein Nachfolger die Stadt an den französischen König Philipp den Schönen ab. In der Anfangszeit des Hundertjährigen Krieges (1337–1453) zwischen England und Frankreich wechselte die Stadt mehrfach den Grundherrn, bevor sie im Jahre 1375 (oder 1448) endgültig französisch wurde. Ende des 14. Jahrhunderts übereignete Karl VI. die Stadt an seinen ehrgeizigen jüngeren Bruder Ludwig von Orléans. Letzterer wurde jedoch im Jahr 1407 von Attentätern des Burgunderherzogs Johann Ohnefurcht auf offener Straße ermordet, sodass Cognac an dessen Sohn Karl von Orléans fiel, der jedoch im Jahre 1415 in englische Gefangenschaft geriet, aus der er erst 1440 – gegen Zahlung eines enormen Lösegeldes – entlassen wurde. Nach seiner Rückkehr stiftete er das Rosenfenster der Kirche Saint-Léger und begann mit dem Neubau der Burg von Cognac. Im Jahre 1488 heiratete sein Sohn Charles de Valois-Orléans, Graf von Angoulême, Luise von Savoyen; aus ihrer Ehe gingen die Tochter Margarete von Navarra (1492–1549), die zukünftige Königin von Navarra und Großmutter Heinrichs IV., und der Sohn François hervor, der am 12. September 1494 im Château de Cognac geboren wurde und nach dem Tod des kinderlosen Ludwig XII. (1515) in rechtmäßiger Erbfolge als Franz I. französischer König wurde.
In der Anfangszeit der Hugenottenkriege (1562–1598) erlebten die Stadt und vor allem die Kirche Saint-Léger schwere Verwüstungen, von denen noch einige Schussspuren in den Außenwänden der Kirche zeugen. Im Frieden von Saint-Germain (1570) überließ der französische König Karl IX. den Protestanten für die Dauer von zwei Jahren die Städte La Rochelle, Cognac, Montauban und La Charité-sur-Loire als 'Sicherheitsplätze'. Doch mit den Massakern der Bartholomäusnacht in Paris (23./24. August 1572) flammten die alten Konflikte auch in der Provinz wieder auf.
Im Aufstand der Fronde (Mitte 17. Jahrhundert) blieb Cognac königstreu, weshalb die Stadt von Ludwig XIV. mit einer 20-jährigen Abgabenbefreiung und dem Recht zur Ausrichtung von vier dreitägigen Wirtschaftsmessen belohnt wurde. Die Französische Revolution setzte der Macht und dem verschwenderischen Reichtum des Adels und der Kirche ein Ende.

### Bevölkerungsentwicklung
Bei der ersten Volkszählung in Frankreich im Jahr 1793 hatte Cognac 2846 Einwohner, Mitte des 19. Jahrhunderts waren es etwa 5000 und zu Beginn des 20. Jahrhunderts lag die Einwohnerzahl bei etwa 20.000. In den letzten Jahrzehnten nimmt die Bevölkerung der Stadt kontinuierlich ab, was aber größtenteils durch Abwanderung in billigere Wohnlagen in der Umgebung zu erklären ist.
| Jahr      | 1968   | 1975   | 1982   | 1990   | 1999   | 2006   | 2018   |
| Einwohner | 22.062 | 22.237 | 20.660 | 19.528 | 19.525 | 19.409 | 18.628 |

## Wirtschaft und Infrastruktur

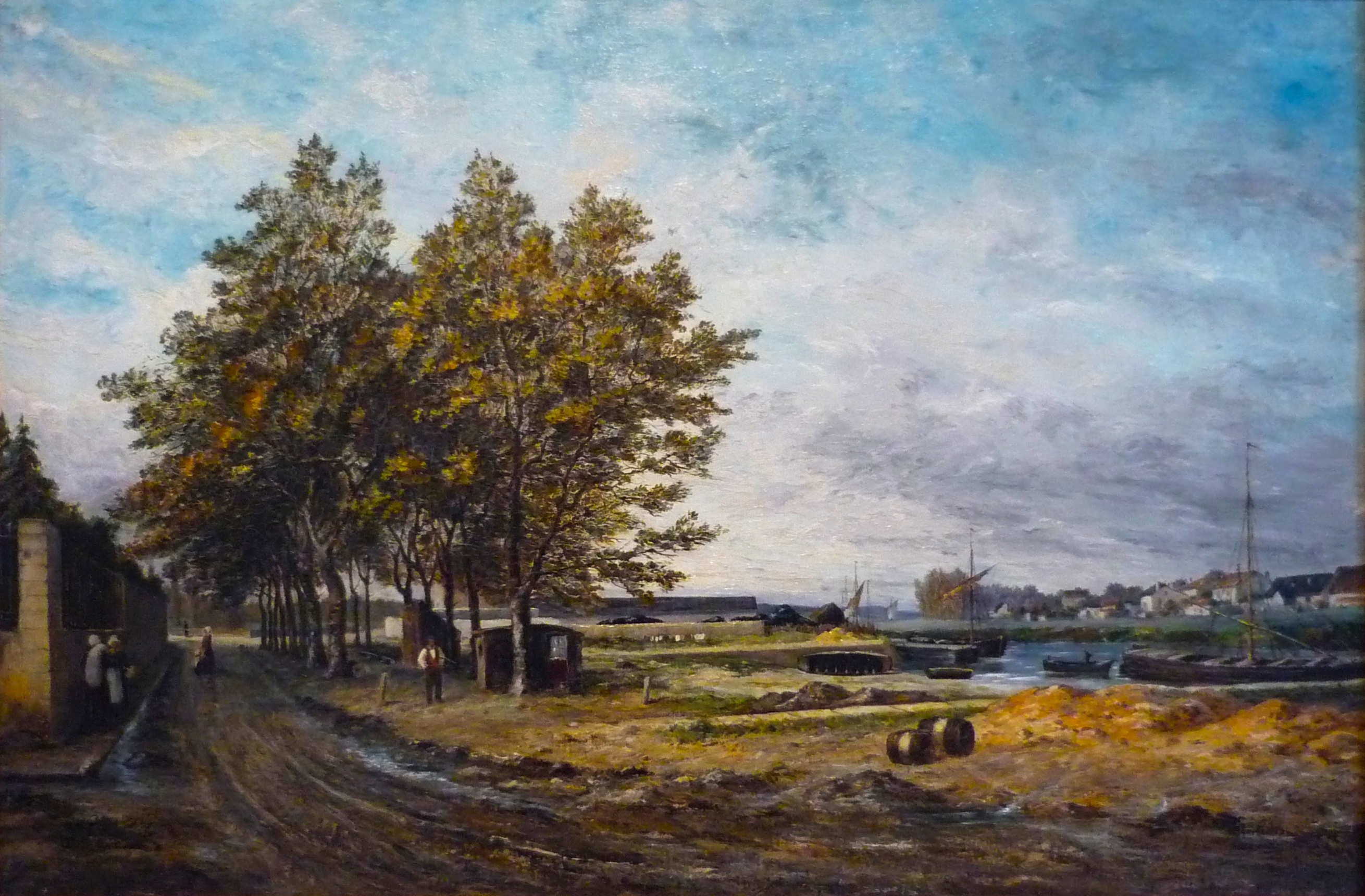
Henri Germain: Lastkähne auf der Charente (um 1880)

Im Mittelalter war Cognac Handels- und Handwerkszentrum der umliegenden Dörfer. In der Umgebung wurde schon seit römischer bzw. gallorömischer Zeit Wein angebaut, der im ausgehenden Mittelalter auf Lastkähnen (gabares) charenteabwärts verschifft und über den Hafen Rochefort überwiegend nach den britischen Inseln und nach Skandinavien exportiert wurde. Erst seit dem frühen 17. Jahrhundert – angeblich wegen der besseren Haltbarkeit – wurde der Wein destilliert (→ Cognac (Branntwein)) und in alle Welt (England, Irland, Skandinavien, Nordamerika, Antillen etc.) verschifft. Einige der im Ort ansässigen traditionsreichen Produktions- und Lagerstätten (chais) (z. B. Martell (1715), Rémy Martin (1724), Hennessy (1765), Otard (1795), Courvoisier (1835) und Camus (1863)) können – meist kostenpflichtig – besichtigt werden; daneben existiert noch eine Vielzahl von kleineren Cognac-Firmen. Ende des 19. Jahrhunderts war auch die Region um Cognac von der Reblauskrise betroffen, doch die hohen Lagerbestände und die steigenden Preise ermöglichten das wirtschaftliche Überleben der meisten Cognac-Produzenten.
Außerdem ist der hier produzierte Aperitifwein in Rot und Weiß, der Pineau des Charentes, für Frankreich von Bedeutung. Wegen der Absatzkrise des immer teurer werdenden Cognacs wurde seit den 1970er Jahren die Produktion von Weinen (vins de pays Charentais) angekurbelt. Viele Arbeitsplätze befinden sich auch in der Zulieferindustrie, insbesondere bei den Produzenten von Brennblasen (alambiques), Glasflaschen, Fässern, Kartons, Korken und Kapseln sowie Druckereien.

### Verkehr
Der Bahnhof Cognac liegt an der Bahnstrecke Beillant–Angoulême und wird im Regionalverkehr mit TER-Zügen bedient.

## Kultur und Sehenswürdigkeiten

### Sehenswürdigkeiten

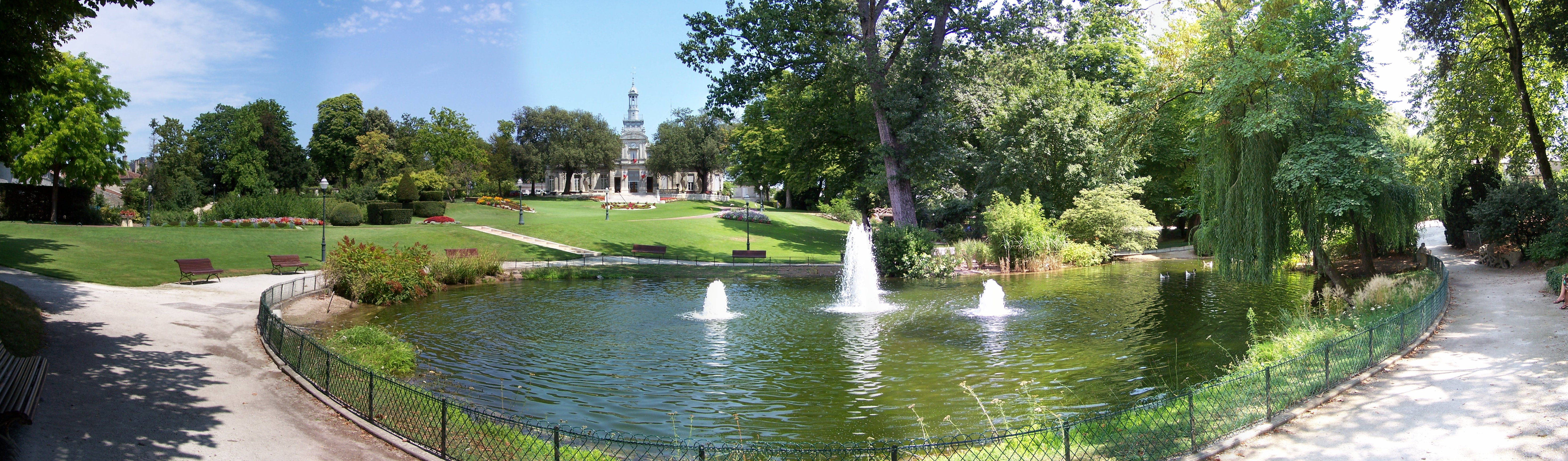
Stadtgarten mit Rathaus

#### Sonstige
- Die Porte Saint-Jacques am Ufer der Charente stammt aus dem späten 15. Jahrhundert und ist der einzig erhaltene Teil der mittelalterlichen Stadtbefestigung (remparts). Dahinter beginnt die Grande Rue, die zu den Hauptsehenswürdigkeiten der Altstadt führt.
- Das Maison de la Lieutenance, ein hübsches Fachwerkhaus (maison à colombages) aus dem 16. Jahrhundert, steht inmitten der Altstadt.
- Das Hôtel de Rabayne hat ein Salamanderrelief, das Wappentier Franz’ I., über dem Korbbogen des Portals der Hofeinfahrt.
- Der ehemalige Couvent des Récollets wurde in der Französischen Revolution aufgelöst. Sehenswert ist der ehemalige Kreuzgang mit schönen Gewölben und einem stillgelegten Brunnen.

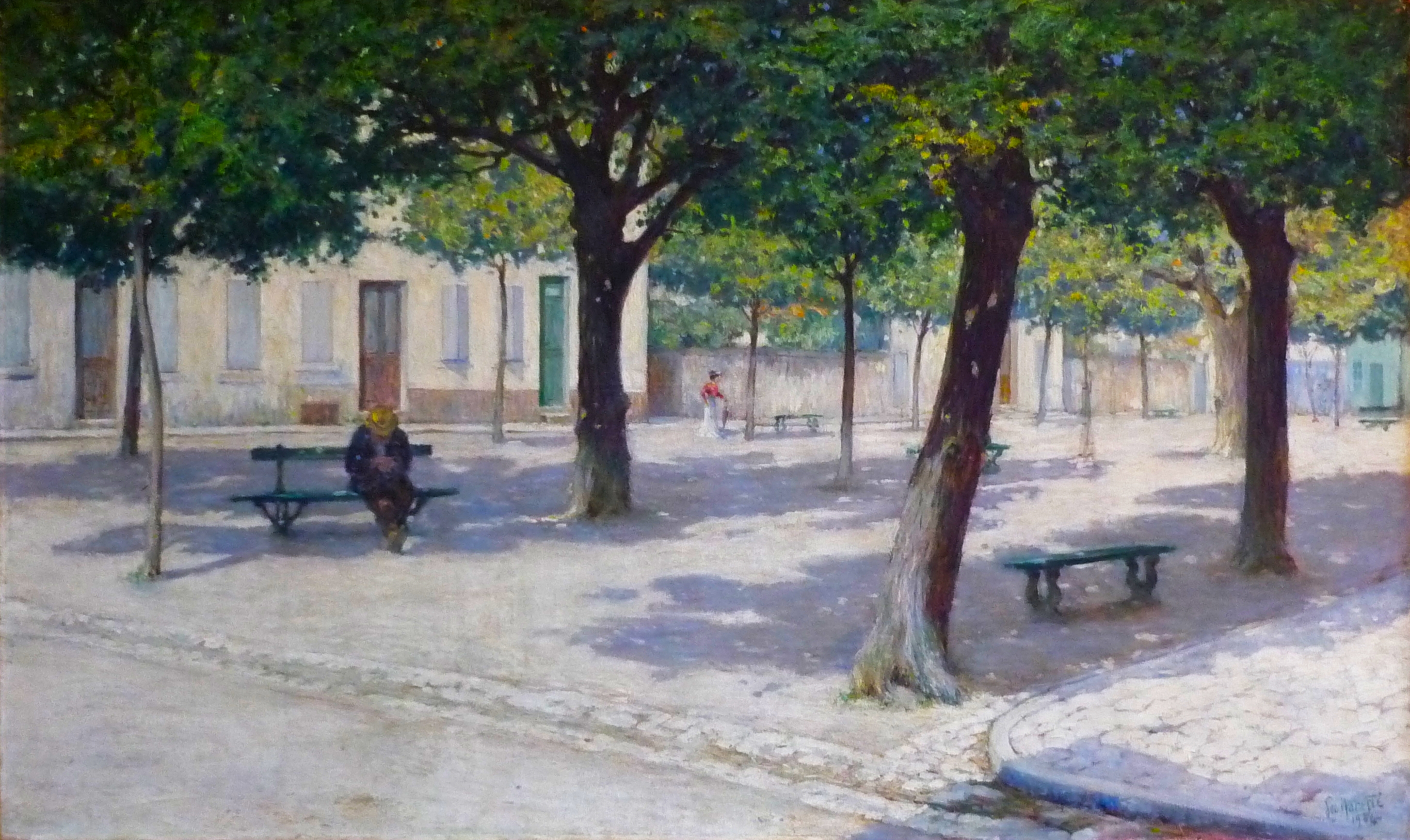
Georges Mareste: Sommertag auf der Place de la Corderie (1904)

- Das Musée d’Art et d’Histoire (MAH) ist ein stadtgeschichtliches Museum im Hôtel Dupuy d'Angeac im Stadtgarten (jardin public). Das Ausstellungsspektrum reicht von prähistorischen Exponaten (Einbaum vom Gué de Beaulieu) über Fundstücke aus gallorömischer und merowingischer Zeit. Daneben gibt es eine Keramikabteilung (Faïences de Charente), eine Sektion für die Schönen Künste und eine volkskundliche Abteilung.
- Der Stadtgarten (jardin public) wurde von Édouard François André als englischer Landschaftsgarten mit künstlichen Grotten, Kiosken und Türmchen gestaltet. Ein Unwetter richtete gegen Ende Dezember 1999 schwere Schäden an – 288 von 720 Bäumen stürzten um.
- Das Musée des arts du cognac (MACO) widmet sich ganz der Geschichte und dem Umfeld der Cognac-Herstellung; es wurde im Jahr 2004 eingeweiht.
- Die weitläufige Anlage des Parc François I. war der ehemalige Schlosspark; er liegt im Norden der Stadt. Weiter nach Norden schloss sich ein Jagdgebiet an.
- Der Dolmen von Séchebec steht in einer Wohnsiedlung östlich des Stadtzentrums. Er dürfte um die 4500 bis 5000 Jahre alt sein.
- Die romanische Église Saint-Martin aus dem 12. Jahrhundert steht im gleichnamigen Stadtteil südlich des Stadtzentrums. In ihrer Umgebung fand man bei Ausgrabungen die Reste eines Friedhofs aus merowingischer und karolingischer Zeit. Ein Waschhaus (lavoir) aus dem 19. Jahrhundert steht in unmittelbarer Nähe.

Sehenswürdigkeiten
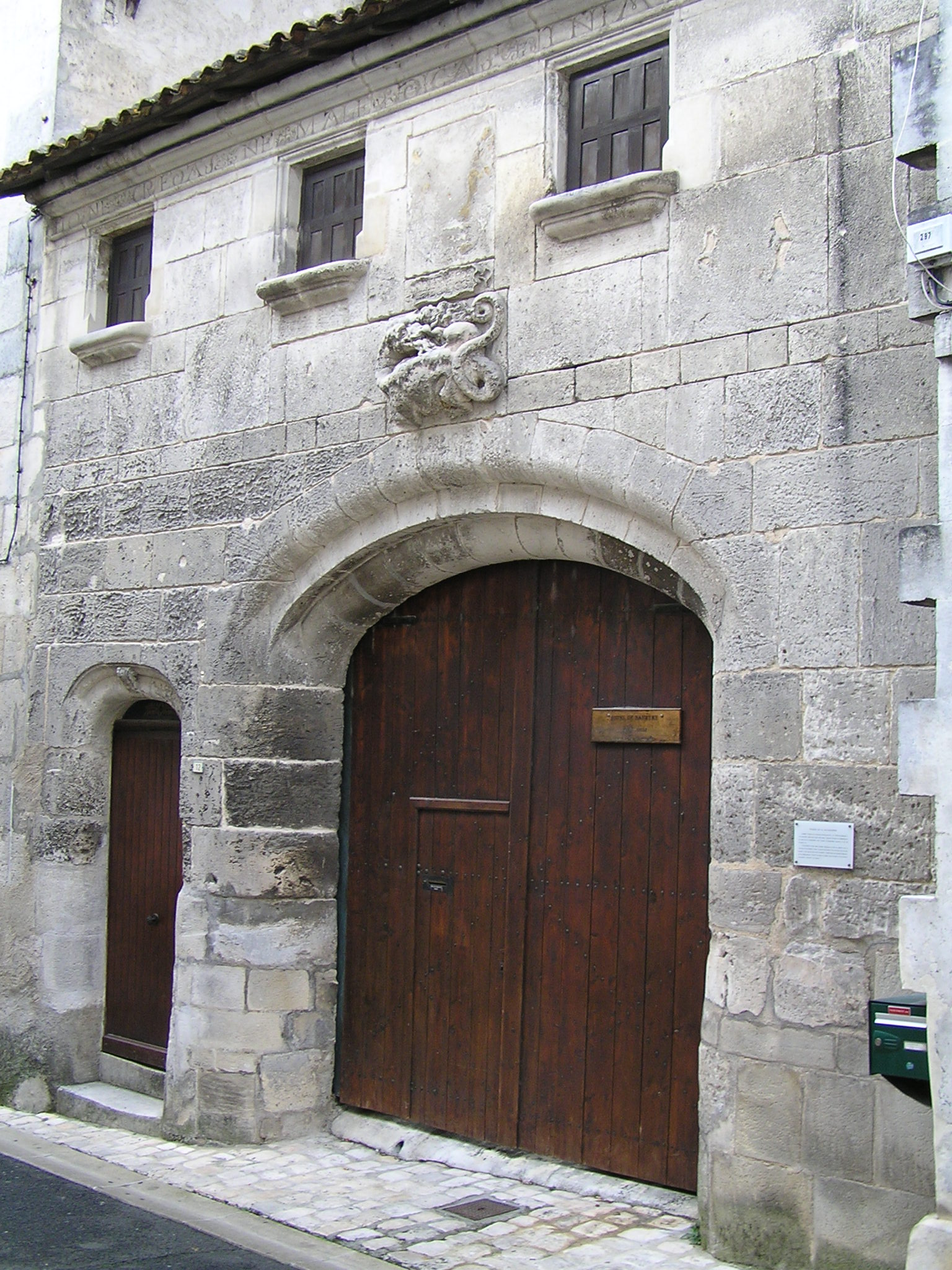
Hôtel de Rabayne
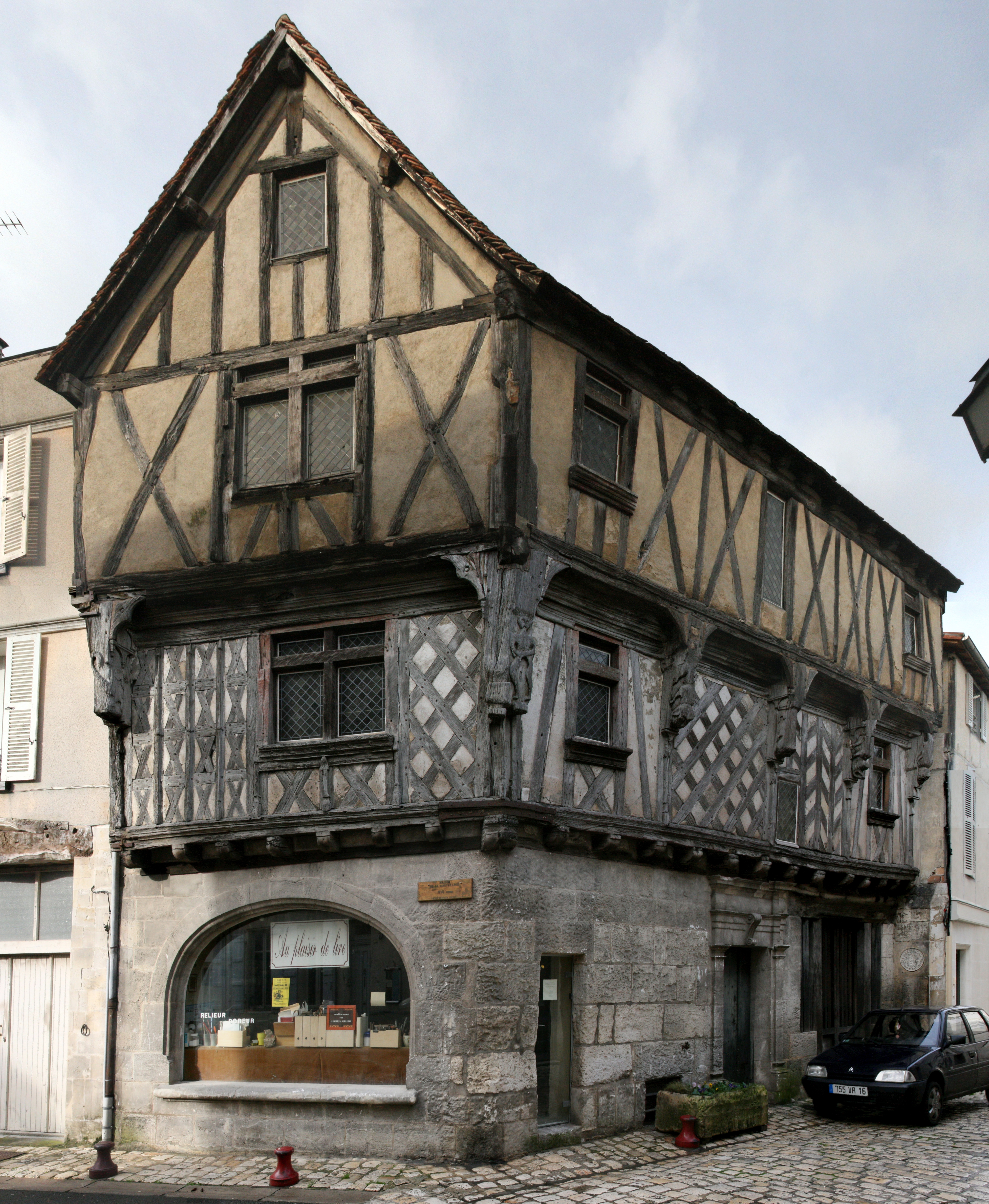
Maison de la Lieutenance
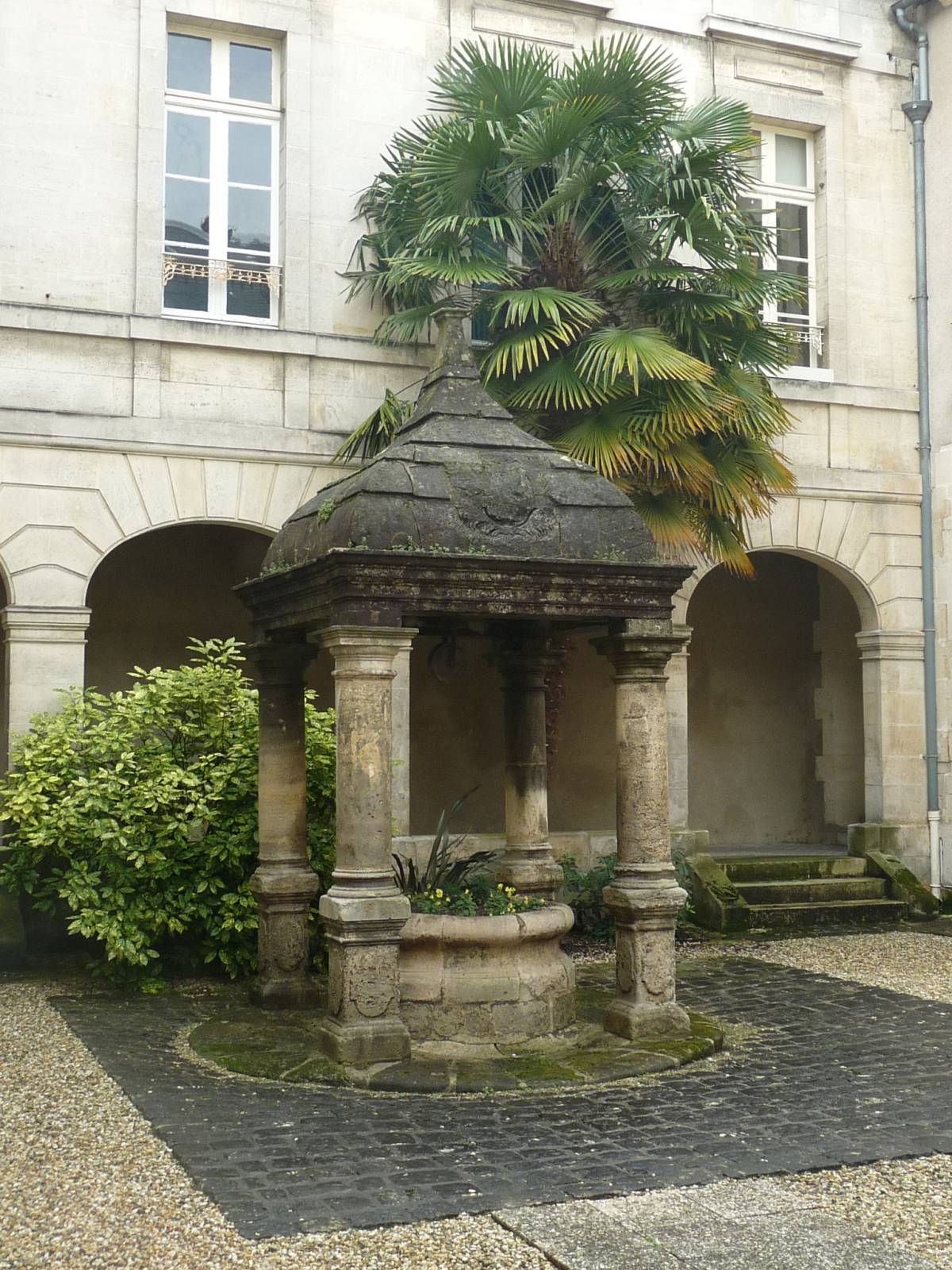
Brunnen im Rekollektenkonvent
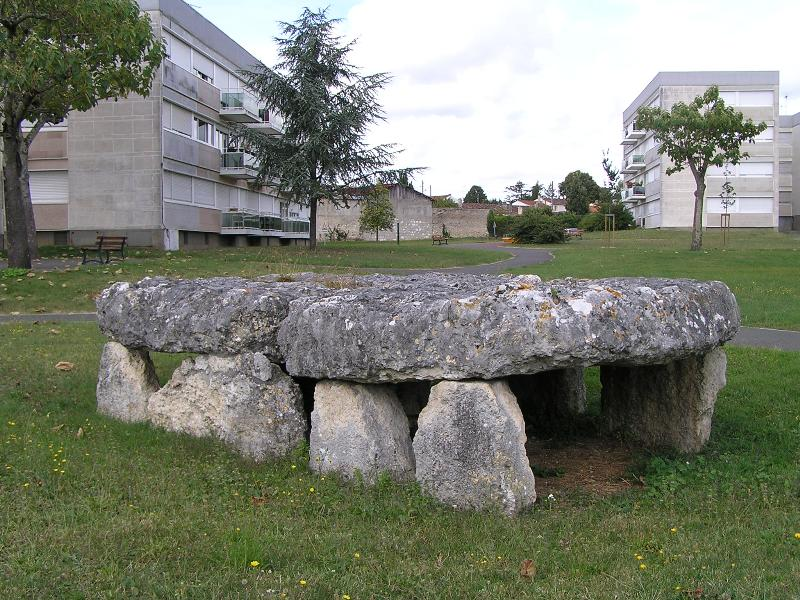
Dolmen von Sèchebec

- Siehe auch: Liste der Monuments historiques in Cognac

### Regelmäßige Veranstaltungen
- Festival Blues Passions de Cognac – jedes Jahr im Sommer findet das Bluesfestival statt.
- Coup de chauffe – das Fest der Straßenkunst wird immer am ersten Septemberwochenende gefeiert.
- Fête du cognac – im Juli findet das 'Fest des Cognac' statt.
- Salon de la Littérature Européenne de Cognac – europäisches Literatentreffen

## Städtepartnerschaften
Cognac unterhält die folgenden Städtepartnerschaften:
- Boala, Burkina Faso
- Bozhou, Volksrepublik China
- Königswinter, Deutschland; seit 1989[2]
- Perth, Vereinigtes Königreich
- Denison, USA
- Valdepeñas (Ciudad Real), Spanien
- Vyškov, Tschechien
- Michalovce, Slowakei
- Pisco, Peru
- Tovuz, Aserbaidschan

## Persönlichkeiten
- Octavien de Saint-Gelais (1468–1502), französischer Dichter und Übersetzer der Renaissance
- Paul Émile Lecoq de Boisbaudran (1838–1912), französischer Chemiker
- Charles Belben (1888–1961), Autorennfahrer
- Jean Monnet (1888–1979), französischer Unternehmer und Wegbereiter der europäischen Einigungsbestrebungen. Ohne je gewählter Politiker gewesen zu sein, gilt er als einer der Gründerväter der Europäischen Gemeinschaft.
- François Sagat (* 1979), französisches Model und Pornodarsteller